# Max Ziegelbauer
Maximilian (Max) Ziegelbauer (* 6. September 1923 in Memmingen; † 21. November 2016 ebenda) war ein deutscher Weihbischof des Bistums Augsburg.

## Leben
Nach seinem Theologiestudium an der Philosophisch-Theologischen Hochschule Dillingen erhielt er am 21. Mai 1950 – gemeinsam mit dem späteren Domdekan Georg Beis – die Priesterweihe. Nach seiner ersten Tätigkeit als Kaplan in der Augsburger Pfarrei St. Moritz wurde er 1952 für vier Jahre Sekretär von Bischof Joseph Freundorfer.
Von 1956 an war er lange Jahre Pfarrer an der Pfarrei Maria Himmelfahrt in Memmingen. Am 1. Oktober 1965 erhielt er eine Stelle als Dompfarrvikar in Augsburg und wurde drei Jahre später ins Domkapitel berufen. Seit 1973 war er Mitglied der katholischen Studentenverbindung K.B.St.V. Rhaetia München.
Am 2. August 1983 wurde Ziegelbauer von Papst Johannes Paul II. zum Titularbischof von Lapda und zum Weihbischof in Augsburg ernannt. Die Bischofsweihe spendete ihm Bischof Josef Stimpfle am 22. Oktober desselben Jahres. Mitkonsekratoren waren der Bischof von Regensburg, Manfred Müller, und der Augsburger Weihbischof Rudolf Schmid. Sein Wahlspruch als Bischof lautet: Fundata supra Petram („Auf Fels gegründet“). Von 1984 bis 1998 war er Bischofsvikar für den Bereich Kirche und Kultur.  Am 7. September 1998 nahm Johannes Paul II. seinen altersbedingten Rücktritt an.
Am 11. September 1988 weihte Weihbischof Max Ziegelbauer sechs neue Bronzeglocken, die die alten Glocken von St. Josef in Memmingen ersetzten. Am 21. November 2016 starb Max Ziegelbauer im Klinikum Memmingen im Alter von 93 Jahren.

## Gegner der Liturgiereform
Ziegelbauer war ein Kritiker der Liturgiereform im Gefolge des Zweiten Vatikanischen Konzils und ein erklärter Anhänger der lateinischen Liturgie in der vor 1965 praktizierten Form, für deren Wiederzulassung er sich 2002 in seiner Streitschrift Die „alte“ Kirche ist mir lieber einsetzte. In einem auf Latein geführten Interview mit der Süddeutschen Zeitung bekräftigte er seine Ansicht, die lateinische Kultsprache sei weitaus angemessener, um das Geheimnis der Erlösung zu vollziehen, und das Zweite Vatikanische Konzil habe den Menschen zu sehr in den Mittelpunkt gerückt und die „Majestät Gottes“ verdunkelt. Nach seiner Emeritierung gestattete ihm der Kölner Erzbischof Joachim Kardinal Meisner die seit dem Motu proprio Ecclesia Dei von 1988 in Ausnahmefällen mit bischöflicher Genehmigung erlaubte Zelebration des vorkonziliaren Messritus in der Kölner Kirche St. Kunibert.

## Ehrungen und Auszeichnungen
- Ehrenbürger der Stadt Memmingen
- Bayerischer Verdienstorden

## Schriften
- Angst vor der Tradition? Die Heilige Messe und die Kirche von heute. FE-Medienverlag, Kißlegg im Allgäu 2008, ISBN 978-3-939684-24-4.
- Die „alte“ Kirche ist mir lieber. Ein Plädoyer für die Wiederentdeckung des Katholischen. Stella-Maris-Verlag, Buttenwiesen 2002, ISBN 3-93422-525-X.
- Johannes Eck. Mann der Kirche im Zeitalter der Glaubensspaltung. EOS-Verlag, St. Ottilien 1987, ISBN 3-88096-054-2.
- Jugend, willst du noch katholisch sein? Wege zu einer neuen Identität. Auer, Donauwörth 1983, ISBN 3-40301-461-4.
- Im Banne des Papstbesuchs. Deutschlands festliche Kirche. Auer, Donauwörth 1980, ISBN 3-40301-202-6.
- Katholische Kirche und Katholizismus in Memmingen von 1900 bis 1975. In: Jahrbuch des Vereins für Augsburger Bistumsgeschichte. Bd. 10, 1976, ISSN 0341-9916, S. 369–417.
- Der Kirche auf der Spur. 2 Bände. Verlag Winfried-Werk, Augsburg 1971–1973;
  - Band 1: Reise durch die geistliche Landschaft Deutschlands. 1971;
  - Band 2: Ihr Erbe und Auftrag in Deutschland. 1973.